# Nicolas Metzdorf

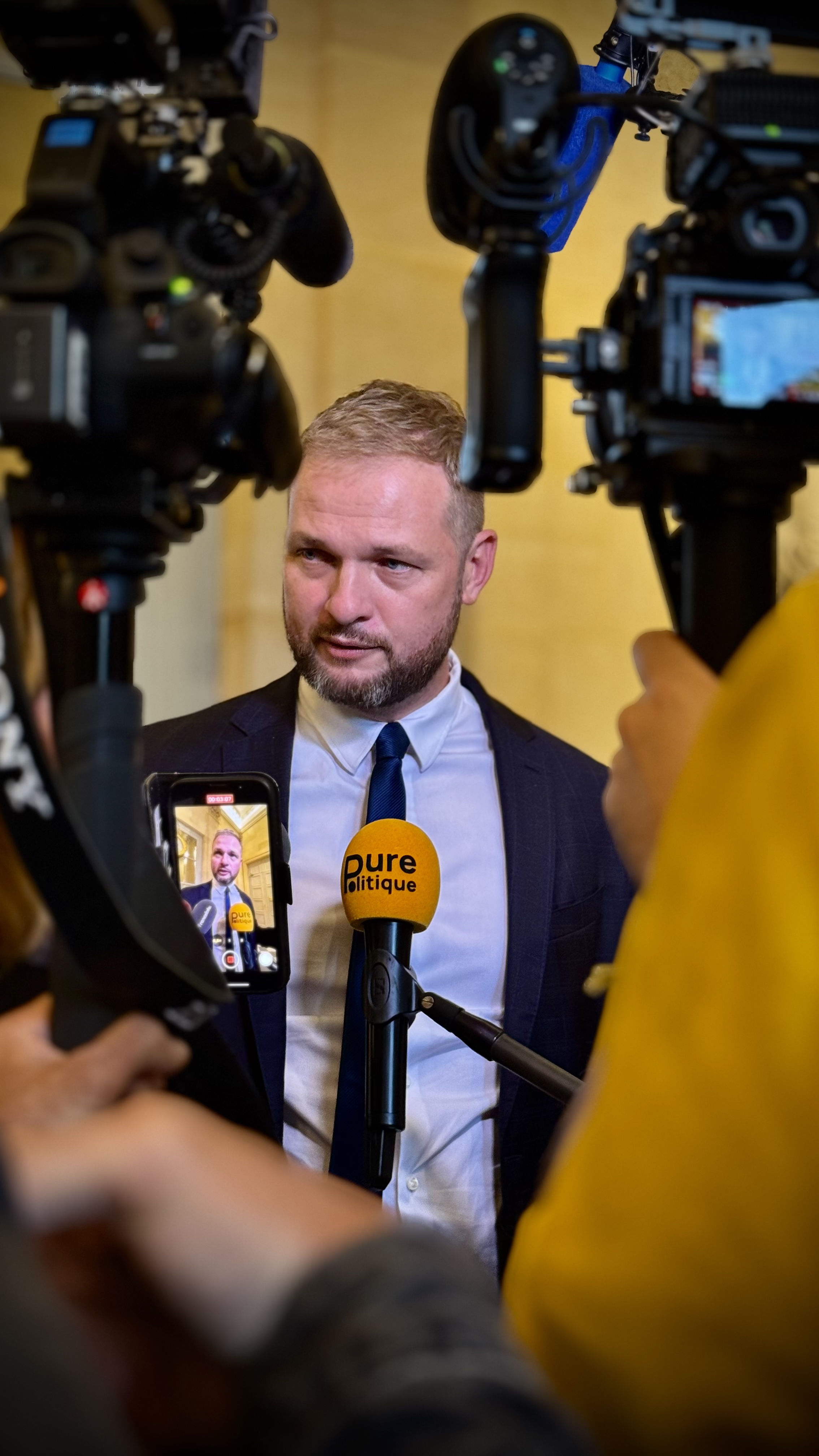
Nicolas Metzdorf in der Nationalversammlung 2024

Nicolas Metzdorf (* 20. Mai 1988 in Poya) ist ein französischer Politiker aus Neukaledonien. Er ist Mitbegründer der Partei Générations NC und setzt sich gegen die Unabhängigkeit Neukaledoniens von Frankreich ein. Seit 2022 ist er Mitglied der französischen Nationalversammlung.

## Leben
Seine belgischen Vorfahren kamen bereits 1879 nach Neukaledonien. Er wurde 1988 als Sohn eines Viehzüchters und einer Schuldirektorin in Poya geboren. Er verbrachte seine Kindheit auf dem Bauernhof und besuchte die Grundschule in seinem Heimatort. Anschließend wechselte er zunächst auf ein Collège in Bourail, danach auf die katholische Privatschule Lycée Blaise Pascal in Nouméa. Er wollte eigentlich vorzeitig von dem Gymnasium abgehen und Hufschmied werden, erwarb dann aber 2005 doch das Baccalauréat économique et social (Abitur). Er machte 2007 auf dem landwirtschaftlichen Gymnasium in Pouembout einen weiteren Abschluss, das Brevet de technicien supérieur. Im Anschluss daran studierte er Pflanzenbauwissenschaft an der Universität Straßburg, weiter an der Universität Paris VII und erwarb 2012 einen Master-Abschluss an der AgroParisTech. Nach seiner Rückkehr nach Neukaledonien wurde er als Agraringenieur im Amt für Wirtschaftsentwicklung der Nordprovinz eingestellt.

## Politische Karriere
Bereits während seiner Studienzeit in Frankreich engagierte er sich bei der Jugendorganisation der Anti-Unabhängigkeitspartei Calédonie Ensemble. Er trat bei den Provinzwahlen am 11. Mai 2014 in der Südprovinz auf der Kandidatenliste der Partei Calédonie Ensemble an und gewann jeweils ein Mandat in der Provinzregierung sowie im Kongress (Congrès de la Nouvelle-Calédonie). Von 2017 bis 2019 war er Regierungssprecher, von 2018 bis 2019 koordinierte er außerdem den Finanzhaushalt.
Bei den Wahlen am 12. Mai 2019 gewann er erneut beide Mandate. Kurz darauf verließ er die Partei Calédonie Ensemble, gründete mit Nina Julié seine eigene Partei Générations NC und wurde deren erster Präsident. Bei den Kommunalwahlen am 22. März 2020 gewann Metzdorf die Stichwahl und wurde Bürgermeister von La Foa.
In der ersten Runde der Parlamentswahl in Frankreich 2022 am 12. Juni 2022 gewann Metzdorf im zweiten Wahlbezirk von Neukaledonien, der die gesamte Grande Terre mit Ausnahme der Hauptstadt Nouméa umfasst, die meisten Stimmen, knapp vor dem Kandidaten der Unabhängigkeitsbewegung Kanakische und sozialistische Front der nationalen Befreiung. Die Stichwahl am 19. Juni gewann er mit 54,2 % der Stimmen und zog damit als einer von zwei Abgeordneten Neukaledoniens in die Nationalversammlung ein. In seinem Wahlprogramm stellte er die Einführung des Militärdienstes für in der Schule gescheiterte Jugendliche an erste Stelle. Aufgrund des Gesetzes gegen die Ämterhäufung (loi sur le non-cumul des mandats) musste er anschließend sein Bürgermeisteramt aufgeben.
Als Vertreter der Partei Générations NC setzte er im Lager der Loyalisten durch, die Neukaledonier als „ein Volk“ zu betrachten, im Gegensatz zu den anderen Loyalisten-Parteien, welche die Bevölkerung zuvor in Franzosen und Kanak aufteilten. Im September 2023 nahm er in Paris an den ersten trilateralen Verhandlungen zum zukünftigen verfassungsmäßigen Status innerhalb der französischen Republik seit dem letzten Unabhängigkeitsreferendum in Neukaledonien 2021 teil.
Anfang April 2024 wurde Metzdorf von der Französischen Nationalversammlung zum Beauftragten („rapporteur“) der Grundgesetzreform bezüglich des – durch das Abkommen von Nouméa – seit 1998 eingeschränkten Wahlrechts bei den Provinzwahlen in Neukaledonien („réforme constitutionnelle du corps électoral provincial“) ernannt.
Bei den vorgezogenen Wahlen zur Französischen Nationalversammlung im Juni und Juli 2024 trat er als Kandidat der Loyalisten für den ersten Wahlbezirk von Neukaledonien an und übergab damit seinen Platz als Vertreter des zweiten Wahlbezirks einem Kandidaten der Kanak, dem Gaullisten Alcide Ponga. Metzdorf gewann im ersten Wahlbezirk am 30. Juni mit 39,8 % die meisten Stimmen und setzte sich damit gegen den bisherigen Abgeordneten Philippe Dunoyer von Calédonie Ensemble durch, der zu weitestgehenden Zugeständnissen gegenüber den Indépendantisten bereit war. Die Stichwahl am 7. Juli gewann er mit 52,4 % gegen die Kandidatin der Indépendantisten.
In der neu zusammengesetzten 17. Legislatur der Nationalversammlung wurde er im Juli 2024 zum Mitglied des Ausschuss für Finanzen, Wirtschaft und Haushaltskontrolle gewählt, nachdem er in der vorangegangenen Legislatur bereits zwei Jahre lang die Funktion des Kommissars für Auswärtige Angelegenheiten ausgeübt hatte.
Nach der Antrittsrede von Premierminister Michel Barnier vor der französischen Nationalversammlung am 1. Oktober 2024, in der er die Aufgabe der geplanten Wahlrechtsreform verkündete, wählten die Macronisten Metzdorf, um im Parlament darauf zu antworten. Er warf Barnier vor, er ließe die Demokratie vor der Gewalt zurückweichen und gäbe damit denen Recht, die zerstören und plündern. Das sei eine Beleidigung für alle Neukaledonier, die seit Monaten ihre Häuser und Geschäfte brennen sehen sowie Angriffe und Plünderungen erleiden, nur um ihr demokratisches Recht zu erhalten, in ihrem Land wählen zu dürfen. Außerdem erklärte Metzdorf, er werde bei dem bevorstehenden Misstrauensantrag gegen Barnier stimmen. Der Abgeordnete Mathieu Lefèvre schlug während der Parlamentsdebatte sogar vor, Barnier durch Metzdorf als Premier zu ersetzen. Nachdem Barnier seine Position daraufhin in einer Rede vor dem Senat revidiert hatte und die Wahlrechtsreform nun doch als eine politische und juristische Verpflichtung betrachtet, gab sich Metzdorf versöhnlicher und bekräftigte, er werde doch nicht gegen Barnier stimmen.
Im Februar 2025 verzeichnete Metzdorf und seine Partei einen juristischen Erfolg beim Berufungsgericht für Verwaltungssachen in Paris mit ihrer Klage gegen die Abbildung der Parteifahne der FLNKS neben der französischen und der EU-Flagge auf dem Führerschein in Neukaledonien, da diese nicht die offizielle Flagge des Territoriums ist. Das Gericht befand deren Abbildung auf dem Dokument als illegal. Die Parteifahne wurde im Juli 2023 von der lokalen Regierung unter Führung des Indépendantisten Louis Mapou auf dem Führerschein hinzugefügt.
Während des Besuchs von Manuel Valls in seiner Funktion als Minister für die Überseegebiete in Neukaledonien im Februar 2025 kam es zu einer öffentlichen Auseinandersetzung zwischen Metzdorf und dem Minister, nachdem dieser zuvor in einer Rede die Kanak als „erstes Volk“ (peuple premier) von Neukaledonien bezeichnet hatte. Metzdorf warf ihm vor, mit diesem Begriff eine Hierarchie oder Vorrangigkeit der Völker zu schaffen, und damit die französischstämmigen Bewohner des Territoriums nur als untergeordnetes „zweites Volk“ zu betrachten. Valls behauptete daraufhin, dieser Begriff stände so in der Französischen Verfassung, worauf Metzdorf ihm entgegnete, dass das falsch sei, Valls aber weiterhin auf seiner Position beharrte. Tatsächlich kommt dieser Begriff in der Verfassung wie auch im Abkommen von Nouméa gar nicht vor. Stattdessen werden dort die Begriffe „Autochthones Volk“ (peuple autochtone) und „ursprüngliches Volk“ (peuple d’origine) gebraucht.
Am 23. Mai 2025 wurde Metzdorf vom französischen Präsidenten Emmanuel Macron im Élysée-Palast zu einer Unterredung empfangen, um mit ihm über die politische Situation und insbesondere die anstehende Wahlrechtsreform zu beraten. Darin gab Metzdorf zu verstehen, dass Manuel Valls aufgrund seiner Parteinahme für die Independantisten, von Seiten seiner Partei keine Unterstützung bei dessen weiteren Verhandlungen erwarten könne.
Bei dem von Präsident Macron einberufenen Gipfeltreffen vom 2. bis 12. Juli 2025 in Bougival nahm Metzdorf als einer der Vertreter der Loyalisten an den Verhandlungen zum zukünftigen Status Neukaledoniens unter Leitung des Überseeministers Manuel Valls teil. Er stimmte dem nach zähen Verhandlungen erzielten Kompromiss am Ende zu und bezeichnete das Abkommen, auf das man schon seit 2021 gewartet habe, als „historisch“. Er zeigte sich zufrieden, dass es keine weiteren Referenden mehr gibt und ganz besonders, dass das Abkommen auch eine Wahlrechtsreform für die lokalen Wahlen beinhaltet, welche die Unruhen von 2024 ausgelöst hatten und von der vorangegangenen Regierung unter Premierminister Barnier aufgegeben wurde. Als Symbol der Einigung gilt sein Faustgruß mit dem Abgeordneten der Independantisten Emmanuel Tjibaou nach dem Ende der Verhandlungen, wie einst der Handschlag nach dem Matignon-Abkommen (1988) zwischen Jacques Lafleur und Jean-Marie Tjibaou, dem Vater von Emmanuel Tjibaou.